# فيلي هوي
فيلي هوي (بالإنجليزية: Willie Howie)‏ (9 يوليو 1982 في المملكة المتحدة - ) هو لاعب كرة قدم بريطاني في مركز الوسط. لعب مع نادي بارتيك ثيسل وCumnock Juniors F.C. ‏ وجلينفتون أثلتيك ‏ وPollok F.C. ‏.

## وصلات خارجية
- فيلي هوي على موقع قاعدة بيانات كرة القدم.إي يو (الإنجليزية)
- فيلي هوي على موقع Soccerbase.com (لاعب) (الإنجليزية)